# Звёздная область

не выпуклая звёздная область относительно точки

не звёздная область

Звёздная область, относительно точки {\displaystyle O} — подмножество {\displaystyle D} евклидова пространства, {\displaystyle \mathbb {R} ^{n},} такое, что отрезок, соединяющий любую точку области {\displaystyle D} с точкой {\displaystyle O}, целиком принадлежит этой области. Подмножество называется просто звёздной областью, если существует точка, относительно которой это подмножество звёздное.
Это понятие обобщается также на случай комплексных пространств: область {\displaystyle D} в пространстве {\displaystyle \mathbb {C} ^{n}} называется звёздной относительно начала координат, если для любого числа {\displaystyle r\in (0,1]} выполняется соотношение {\displaystyle rD\subset D}. Звёздная область относительно произвольной точки {\displaystyle a\in \mathbb {C} ^{n}} — область вида {\displaystyle a+D}, где {\displaystyle D} — звёздная область относительно начала координат.

## Свойства
Из определения следует, что любая выпуклая область является звёздной. Более того, область является выпуклой тогда и только тогда, когда она является звёздной относительно любой своей точки.